# Carl Vogler (Musikdirektor)
Carl Vogler (* 26. Februar 1874 in Oberrohrdorf; † 17. Juni 1951 in Zürich, heimatberechtigt in Oberrohrdorf und Zürich) war ein Schweizer Musiker und Kulturfunktionär.

## Leben und Wirken
Carl Vogler wuchs in Oberrohrdorf als Sohn des Politikers Martin Vogler auf. Zwischen 1891 und 1897 erhielt er in Luzern, Zürich und München seine musikalische Ausbildung, u. a. bei Joseph Breitenbach, Friedrich Hegar und Joseph Rheinberger. Im Anschluss wirkte er über 20 Jahre lang als Musikdirektor in Baden. Dort erteilte er an der Bezirksschule Gesangsunterricht, gründete den Gemischten Chor und spielte die Orgel der Reformierten Kirche. Den Fasnachtsumzug von 1912, der als einer der besten der Badener Geschichte gilt, stand unter Voglers Organisation. Ab 1919 war er 25 Jahre lang Direktor des Zürcher Konservatoriums. Er galt als leitender Kopf des schweizerischen Musikwesens.

### Funktionär
Vogler setzte sich in zahlreichen Verbänden für das wirtschaftliche und gesellschaftliche Wohlergehen der Schweizer Berufsmusiker ein. So war er Mitgründer des Schweizerischen Künstlerbundes und der SUISA, die er von 1924 bis 1951 präsidierte. Dem Schweizerischen Musikpädagogischen Verband (SMPV) stand er von 1907 bis 1932 und dem Schweizerischen Tonkünstlerverein von 1931 bis 1941 vor.

### Privates
Carl Vogler war mit Paula Antonia Bürli (1873–1950) verheiratet. Sein Nachlass liegt in der Zentralbibliothek Zürich.